# Baltazar Bogišić

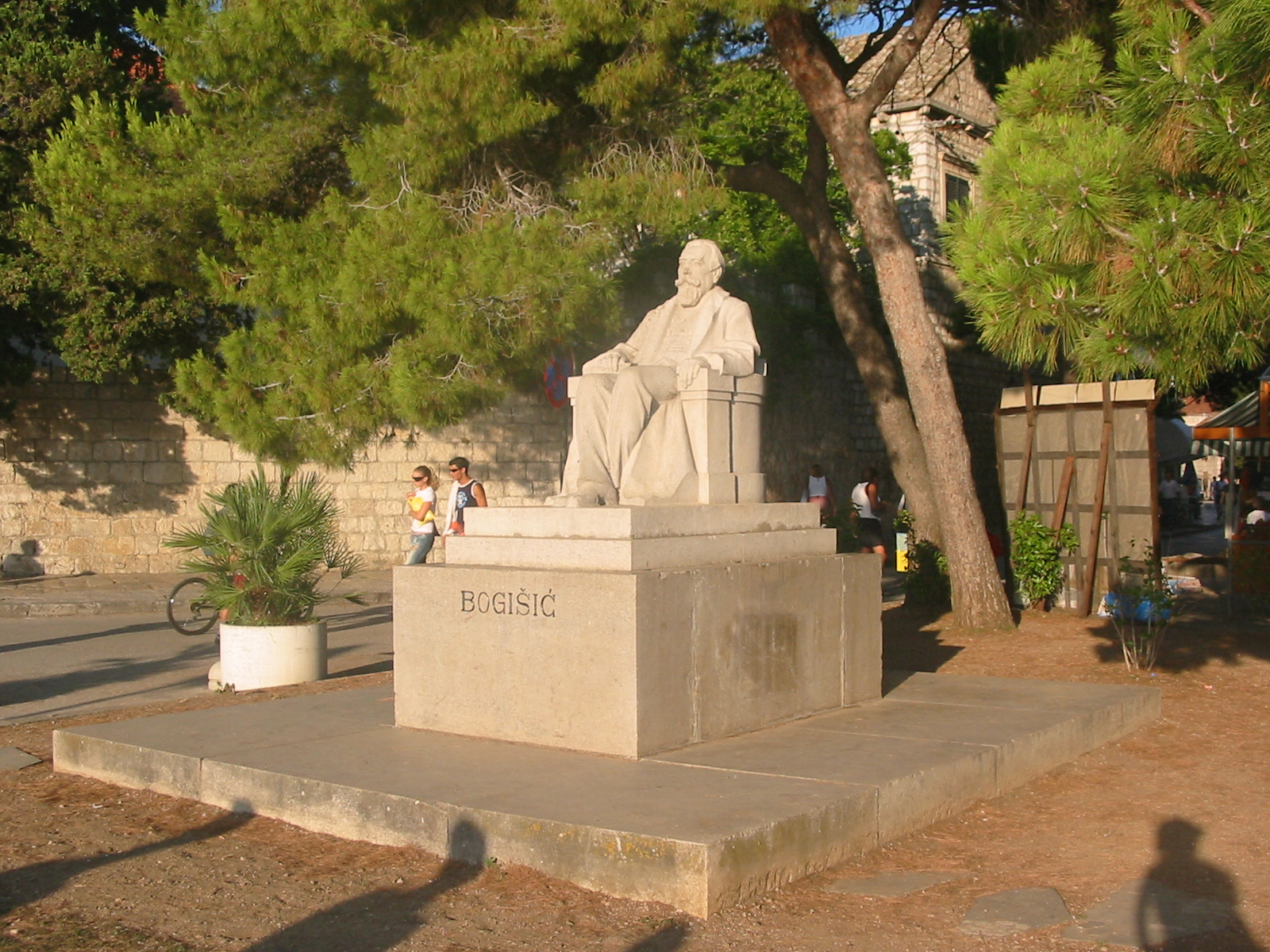
Valtazar Bogišić, staty i Cavtat.

Baltazar Bogišić, född 20 december 1834 i Cavtat, död 24 april 1908 i Rijeka, var en kroatisk jurist och sociolog.
Bogišić studerade i Wien, München, Berlin och Paris, blev 1869 professor i slavisk rättshistoria vid universitetet i Odessa, var 1877 medlem av provisoriska regeringen i Bulgarien och en tid justitieminister i Montenegro, vars civilrättsliga förhållanden han skulle reformera. Sedermera vistades han mestadels i Paris.
Med ögonmärke att utforska de sydslaviska rättssedvänjorna, sådana de levde hos folket, spred Bogišić 1866 i 4000 exemplar en anvisning till samlande av dylika och fick på detta sätt material till sitt arbete Zbornik sadašnjih pravnih običaja u južnih slavena (1874; fransk översättning 1876).
Ett annat betydande verk är den av Bogišić på uppdrag utarbetade civillagboken för Montenegro, vilken utgavs och trädde i kraft 1888. Vidare utgav han bland annat serbokroatiska folkvisor från 1600- och 1700-talen (1878) samt skrev bland annat Aperçu des travaux sur le droit coutumier en Russie (1879) och De la forme dite inokosna de la famille rurale chez les serbes et les croates (1884).